# Elvira-gebouw
Het  Elvira-gebouw is een monumentale flat in de stad Delft, in de Nederlandse provincie Zuid-Holland. De flat is gebouwd in 1960 naar een ontwerp van architecten Van den Broek en Bakema.
Het gebouw telt dertien lagen en een uitgekiende 'split-level' stapeling van 64 woningen. De toren heeft als ontsluiting maar één middengang per drie verdiepingen. Achter de voordeuren bevinden zich korte trappen van een halve verdieping naar de woonvertrekken. 
In 1984 is de flat gerenoveerd waarbij betonherstel plaatsvond. Het gebouw is diverse malen overgeschilderd, tegenwoordig is het gebouw gehuld in een lichtblauwe kleurstelling.
Het gebouw is een gemeentelijk monument.